# Sopečné plyny

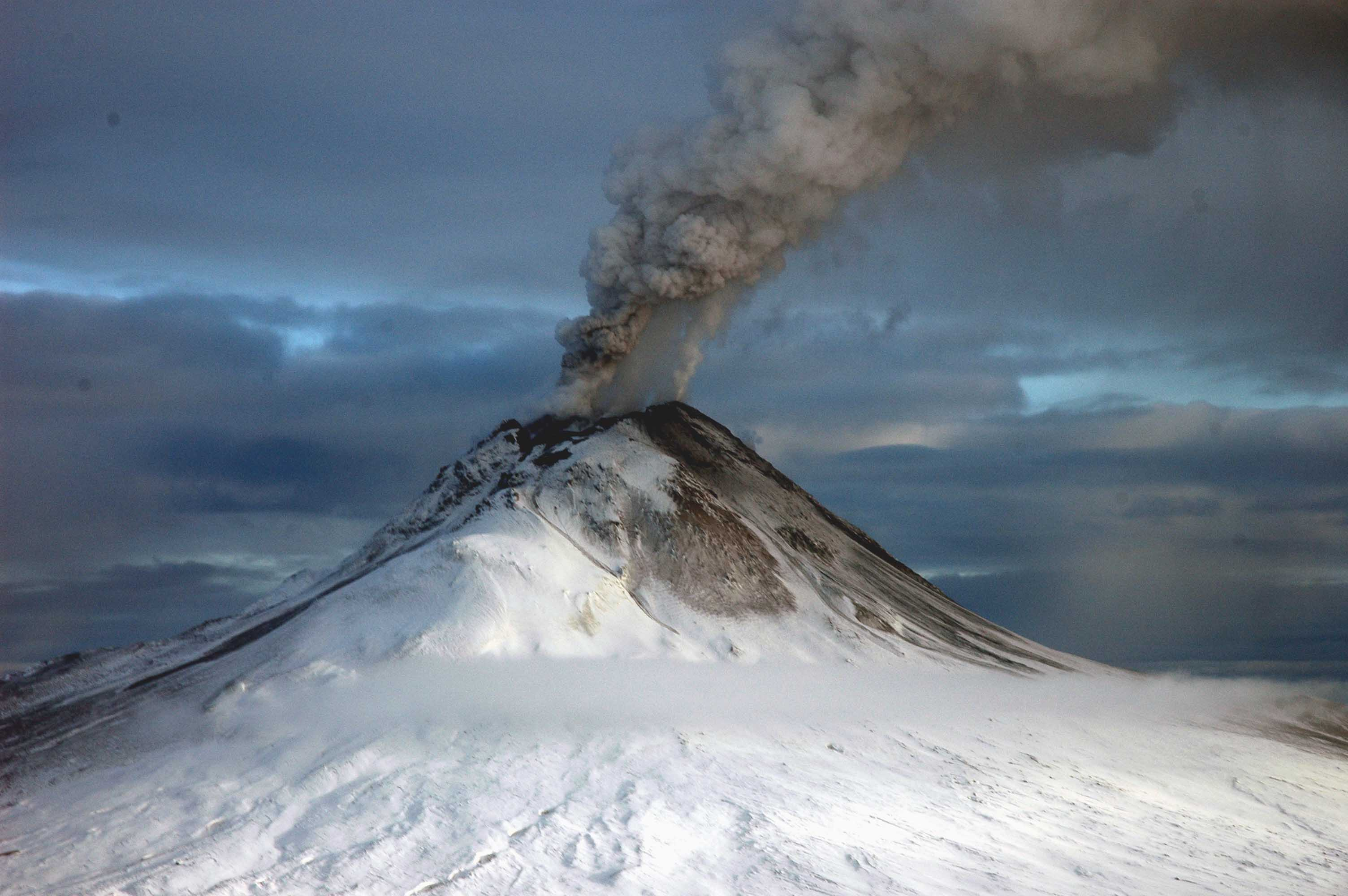
Únik sopečných plynů během erupce vulkánu Augustine v roce 2006

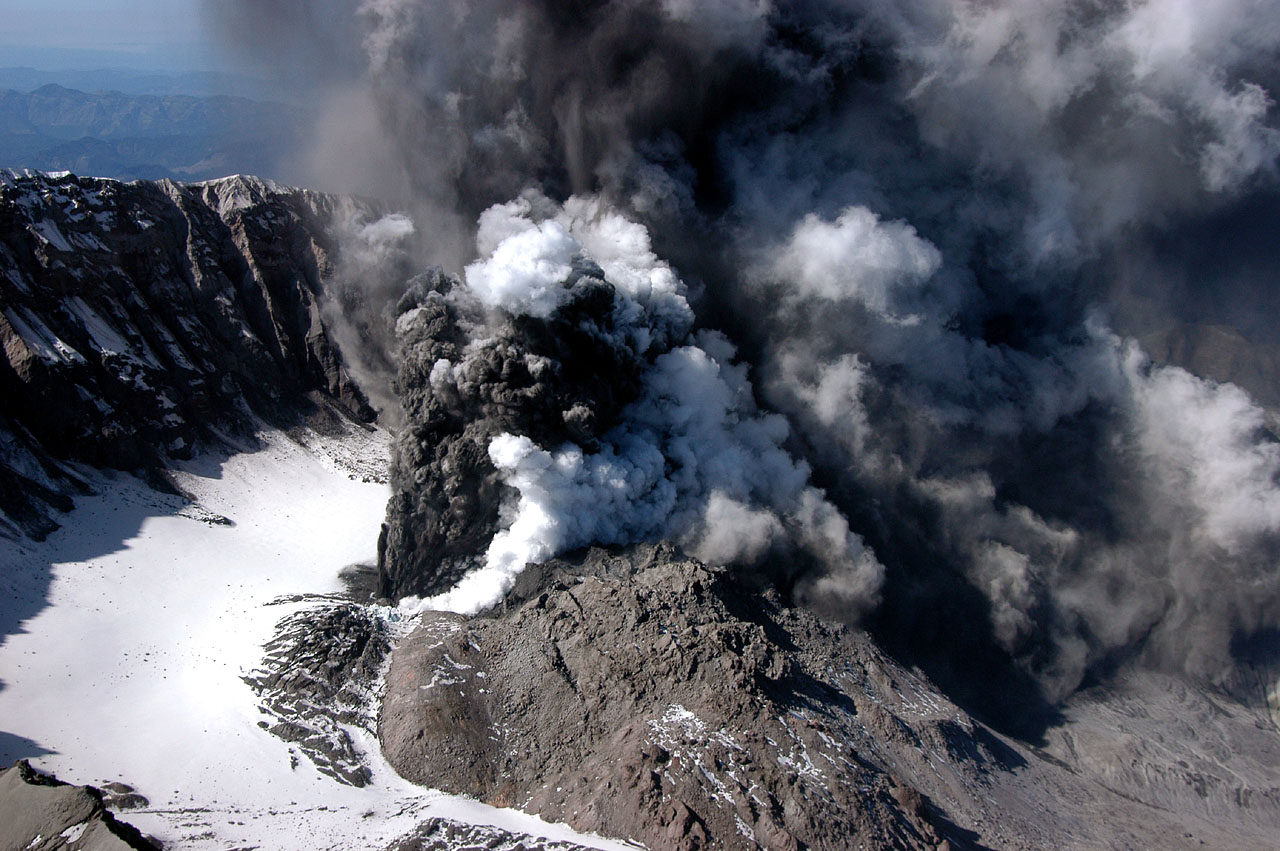
Detail na explozivní únik plynů v kaldeře sopky Mount St. Helens, kdy plyny nemohly volně vystoupit na povrch, což vedlo k jejich akumulaci a růstu jejich tlaku na nadloží

Sopečné plyny či také vulkanické plyny jsou jedním z produktů vulkanismu. Tvoří je směsice pro člověka převážně jedovatých horkých plynů, které vznikají uvolňováním z roztaveného magmatu při jeho výstupu k povrchu, či v některých případech i interakcí podzemní vody s magmatem. Pokud se magma dostane na povrch, stává se lávou a sopečné plyny volně přecházejí do atmosféry, kde se stávají významnými skleníkovými plyny. V některých případech ale nadloží zabraňuje uvolňování sopečných plynů, čímž dochází k jejich akumulaci, nárůstu tlaku, což se může projevit explozivní erupcí sopky za vzniku tefry. Za normálních okolností, když nejsou tlaky extrémní, se sopečné plyny uvolňují prostřednictvím postupného průchodu přes půdu, anebo vznikem fumarol.
Sopečné plyny jsou tvořeny převážně vodní párou jakožto základní složkou všech plynů produkovaných vulkanickou aktivitou. Mezi další plyny patři různé oxidy síry (např. oxid siřičitý), fluorovodík, chlorovodík, oxid uhelnatý, methan, fluorid křemičitý, amoniak, oxid uhličitý a mnoho dalších jako např. karbonylsulfid či radon. Většina těchto plynů je pro život nebezpečná a při jejich uvolňování hrozí zasaženému jedinci smrt. Nebezpečí představuje skutečnost, že velké množství sopečných plynů je těžší než vzduch, a často se tedy drží v nižších oblastech, kde vyplňují deprese či tečou údolími. Některé z nich, jako například oxid uhličitý, jsou současně bez zápachu a bezbarvé, takže nejsou člověkem rozpoznatelné. Občas se stává, že jejich výskyt dosahuje jen určité výšky, jako se stalo při erupci sopky Hekla v roce 1974, kdy plyny zabíjely zvířata jen do výšky 1 metru nad zemí, stojícímu člověku nehrozilo nebezpečí.
Množství produkovaných plynů roste s rozdílem tlaku, který je mezi taveninou a atmosférou. V hloubi planety panují značné litostatické tlaky, které nedovolují plynu uniknout z taveniny. Při výstupu k povrchu litostatický tlak postupně klesá, což dovoluje vzniku bublin v tavenině tzv. vesikule. Vznik vesikulí je důležitý i proto, že magma tak zmenšuje svoji hustotu, což mu umožňuje v pokračování výstupu k povrchu, jelikož se stane méně husté než okolní horniny. Pokud je atmosférický tlak vysoký, dochází k menší produkci sopečných plynů a k menším sopečným mrakům nad sopkou. Často utuhne magma dříve, než uniknou všechny sopečné plyny, v takovém případě vznikají v hornině malé vesikuly obsahující primární složení sopečných plynů. Často jsou tyto vesikuly druhotně vyplněny roztoky, které zkrystalizují, čímž vzniknou drúzy.

## Složení plynů

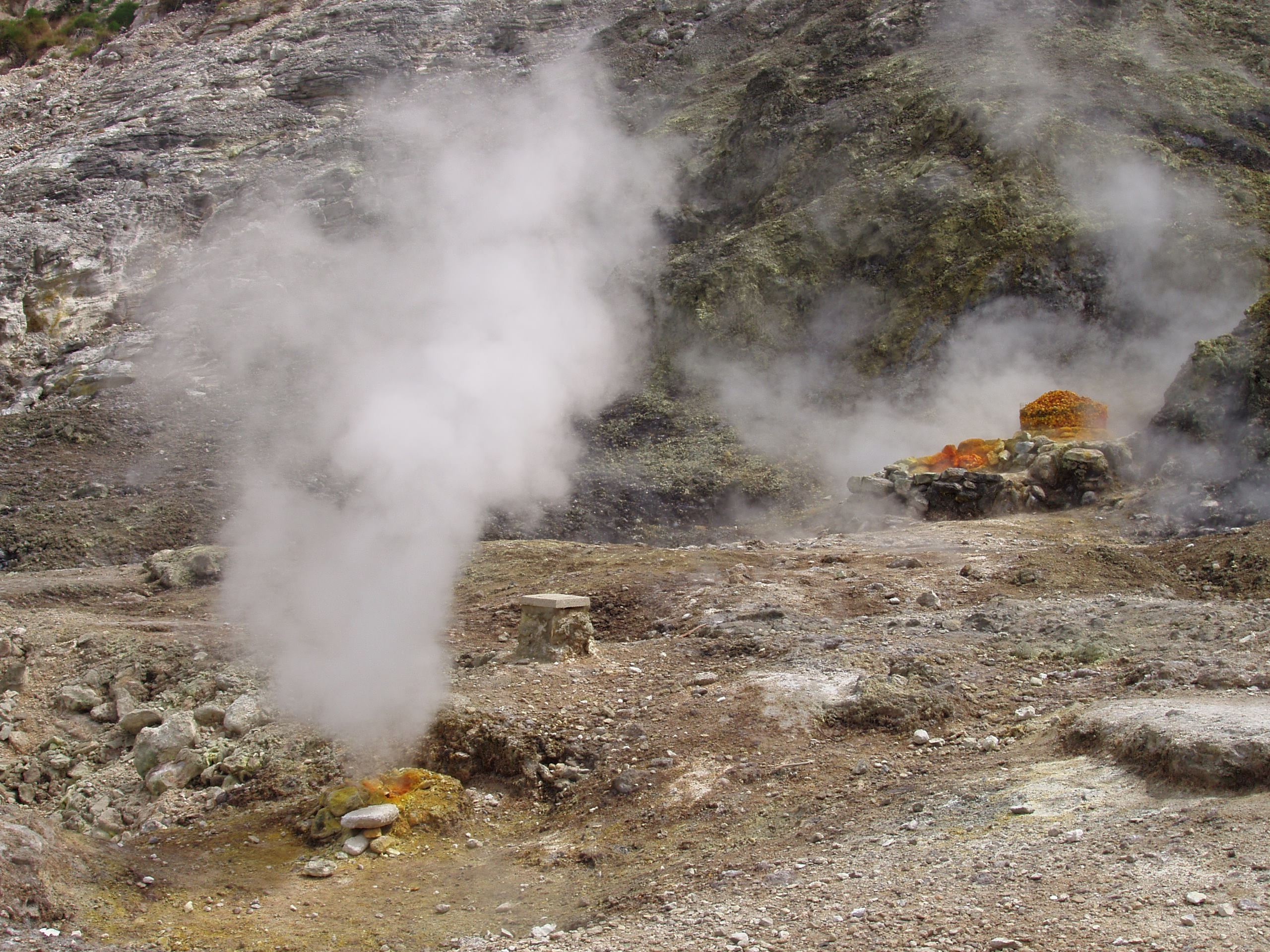
Sopečné plyny unikající ze solfatar (italská sopka Solfatara)

Různé druhy sopečné aktivity se projevují rozdílně v chemickém složení, jak ukazuje následující tabulka (údaje jsou v hmotnostních procentech). Mezi nejrozšířenější patří vodní pára, která tvoří 70 až 95 % všech sopečných plynů, následovaná oxidem uhličitým a dále pak oxidem siřičitým. V tabulce není uveden metan, který je sopečnou činností taktéž produkován a který je mezi sopečné plyny také řazen, a dále pak fluorid křemičitý (SiF4) a amoniak. Plyny jsou v době erupce žhavé či horké v závislosti na trase a prostředí, které k povrchu musely urazit. Výstup magmatu přináší na povrch taktéž radon jako vzniklý produkt přírodních rozpadů radioaktivních látek, které se přeměňují v nitru planety.
| Sopka Typ vulkanismu Teplota | Vrcholek Kilauei Horká skvrna 1170 °C | Erta Ale Divergentní rozhraní 1130 °C | Momotombo Konvergentní rozhraní 820 °C |
| ---------------------------- | ------------------------------------- | ------------------------------------- | -------------------------------------- |
| H2O                          | 37,1                                  | 77,2                                  | 97,1                                   |
| CO2                          | 48,9                                  | 11,3                                  | 1,44                                   |
| SO2                          | 11,8                                  | 8,34                                  | 0,50                                   |
| H2                           | 0,49                                  | 1,39                                  | 0,70                                   |
| CO                           | 1,51                                  | 0,44                                  | 0,1                                    |
| H2S                          | 0,04                                  | 0,68                                  | 0,23                                   |
| HCl                          | 0,08                                  | 0,68                                  | 0,23                                   |
| HF                           | nevyskytuje se                        | nevyskytuje se                        | 0,26                                   |

## Množství

Schematický nákres transportu sopečného materiálu a plynu produkovaného při erupci

Množství vázaných plynů v magmatu je obrovské, obvykle dosahuje 1 až 5 % celkové hmotnosti. Pokud je magma hluboko pod povrchem, litostatický tlak stlačuje rozpuštěné plyny. Jakmile ale začne stoupat k povrchu, plyny se mohou začít roztahovat a magma tak zvětšovat svůj objem. Jen pro představu krychlový metr ryolitového magmatu o teplotě 900 °C obsahuje až 5 % své váhy vodní páry. Při výstupu do podmínek normálního atmosférického tlaku by se magma s plyny nacházelo na 670 m3. Krychle magmatu by se tak zvětšila na krychli o velikosti stran na 8,75 m.

## Transport
Uvolňované látky z taveniny jsou z místa erupce transportovány do okolí a to buď jako plyny, či se přemění při kontaktu s kapalinou na aerosol a nebo jsou ukládány v okolí v podobě solí. V oblastech se zvýšeným geotermálním tokem, kde již nemusí být aktivní povrchový vulkanismus, mohou sopečné plyny utíkat na povrch rozpuštěné ve vodě, čímž vznikají přírodní minerální vody. Vyjma těchto způsobů jsou plyny transportovány taktéž v pyroklastických proudech, laharech a lávových proudech.
Sopečný oblak unikající ze sopky tvořený žhavým popelem, kousky hornin a sopečnými plyny může vystoupat desítky kilometrů do výšky a následně se větrem rozšířit nad obrovské území. V případě, že by došlo k erupci supervulkánu, snadno se materiál s plyny rozšíří po celé planetě ve velkém množství, což výrazně ovlivní klimatické podmínky. Velkým nebezpečím pro život je i interakce sopečných plynů s dešťovými srážkami, čímž vzniknou kyselé deště nad rozsáhlou oblastí, které mohou zasáhnout oblasti až tisíce kilometrů daleko od místa erupce jako se např. stalo v roce 1912 během erupce sopky Katmai. Občas se může taktéž uvolnit fluorid vápenatý, který je pak schopen popálit vegetaci v oblasti.
Sopečné plyny se většinou nedostanou ve škodlivé míře dále než 10 km od místa erupce, pro jejich sledování a ochrany obyvatelstva je ale potřeba v místech častých erupcích instalovat senzory, které jsou schopné jejich výskyt zjistit a ohlásit. Některé vzniklé soli se ukládají hned v místě výstupu na povrch, čímž mohou vznikat zvláštní sirnaté útvary jako např. sulfatery či natolik velká ložiska například síry, že se vyplatí jejich průmyslová těžba.

## Význam

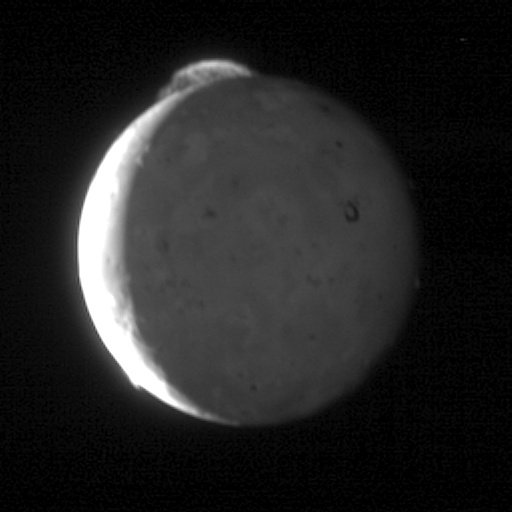
Erupce sopky Tvashtar Paterae na povrchu Io

Na Zemi vyjma kyslíku produkovaného zelenými rostlinami, řasami a bakteriemi fotosyntézou, pochází většina atmosférických plynů tvořících vzduch ze sopečné činnosti a jsou tedy sopečnými plyny. Jednotlivé produkované plyny mají rozdílný dopad na atmosféru respektive na celou planetu a život na ní. Existují doklady ukazující spojitost mezi sopečnou erupcí a krátkodobou změnou počasí, ale také s dlouhodobými změnami klimatu. Na jiných planetách jako například Venuše či Marsu se sopečné plyny podílely taktéž na vzniku atmosféry těchto planet. V případě Venuše vznikla planeta se silným skleníkovým jevem zahřívající celou planetu, v případě Marsu atmosféra obsahuje jen relativně malé množství oxidu uhličitého. Aktivní vulkanismus produkující sopečné plyny se ale vyskytuje i na měsících jako např. u měsíce Jupiteru Io.
V současnosti se vynakládá značné úsilí na přesnější zmapování množství plynů, které je sopečnou činností produkováno, pro lepší pochopení procesů formující atmosféru těles s pevným povrchem. Taktéž umožňuje srovnání míry zavinění lidské činnosti k oteplování planety.
Sopečné plyny stály za vznikem prvotní atmosféry Země, která ale byla zcela jiná než její dnešní složení. Primární atmosféra neobsahovala výraznější zastoupení kyslíku, který se do atmosféry dostal až jako produkt primitivních organismů. Jak napovídají geologické nálezy hornin bohatých na železo, kyslík se ve větší míře v atmosféře začal prosazovat až někdy před 2,5 až 1,8 miliardami let. Existují studie, které spojují některé sopečné plyny jako např.  karbonylsulfid se vznikem života. Tento plyn umožňuje vzájemné slučování aminokyselin, které bylo nutné pro vznik složitějších organických struktur, ze kterých se mohl vyvinout život.

### Vodní pára
Veliký obsah vodní páry v roztaveném magmatu je hlavně důsledkem toho, že se na povrchu Země nachází kapalná voda, jelikož vodní pára je hlavní skleníkový plyn. Během erupcí je vodní pára již sloučená s ostatními látkami, takže vznikne agresivní chemická směs urychlující korozi kovových materiálů. Vodní pára v atmosféře kondenzuje a padá zpět na povrch planety jako déšť, kde se následně opět vypařuje a stává se částí vodního cyklu. Voda, vzniklá kondenzací z vulkanických plynů v zemské kůře se označuje jako juvenilní voda.

### Oxid uhličitý
Tento plyn je významným tvůrcem skleníkového efektu na Zemi, ale také na Venuši. Po vodní páře zabírá přední pozici v udržení teploty Země umožňující výskyt kapalné vody na jejím povrchu a života. Vyjma množství antropogenních zdrojů vypouštějících oxid uhličitý do atmosféry během spalování a současná debata o podílu člověka na globálním oteplování, je oxid uhličitý produkován v množství 110 miliónů tun za rok (ve srovnání s lidským příspěvkem 10 miliard tun za rok). Oxid pak propouští sluneční paprsky na povrch, který se jimi ohřívá, ale nedovoluje teplu sálat radiací zpět do kosmického prostoru.

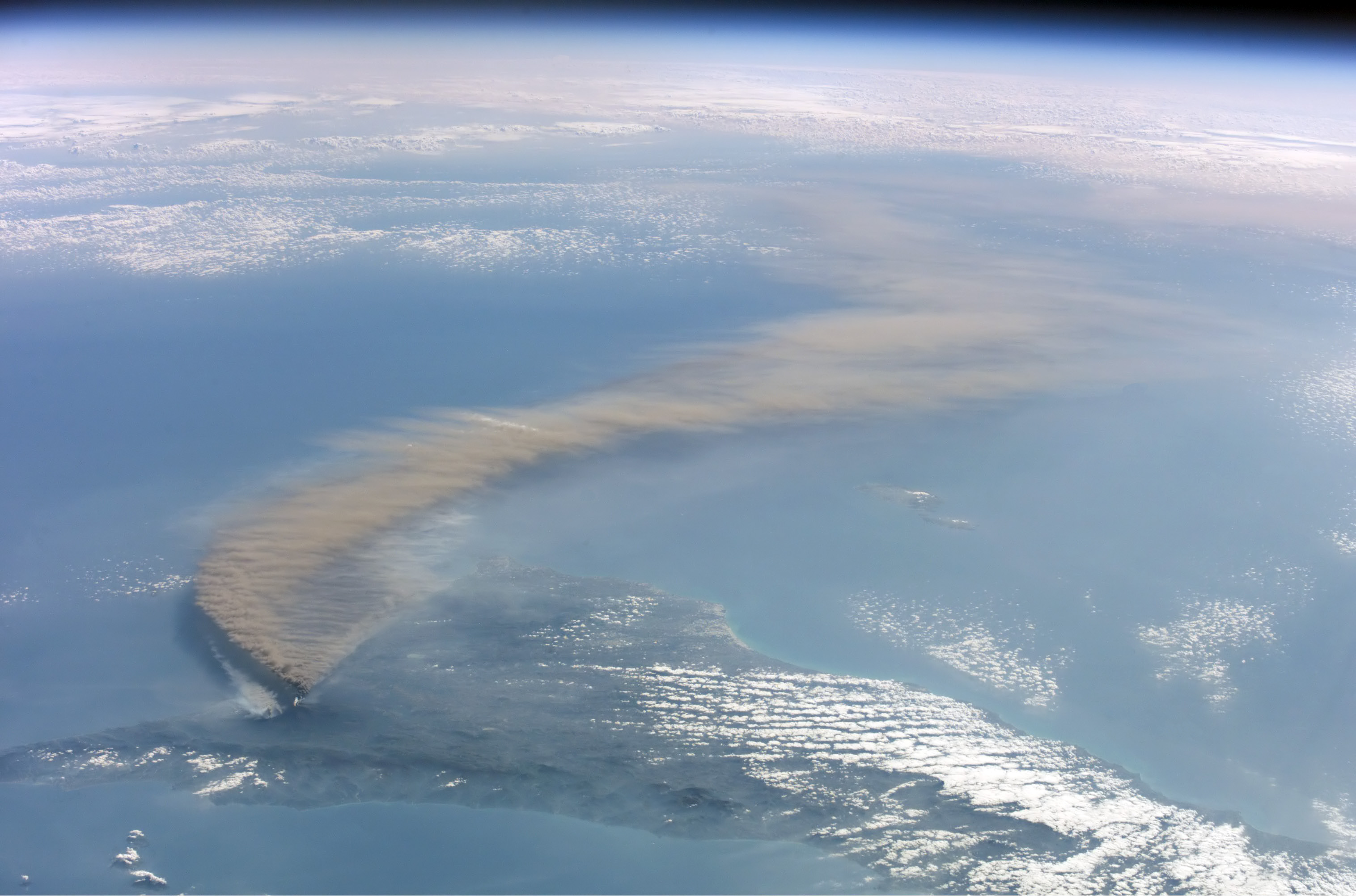
Erupce italské sopky Etna na ostrově Sicílie pozorovaná z vesmírné stanice ISS

### Oxid siřičitý
Po erupci se oxid siřičitý často stává aerosolem, který se pohybuje v atmosféře planety. Má dobrou schopnost odrážet sluneční záření dopadající na planetu, čímž zabraňuje pronikání paprsků k povrchu, což v případě Země vede k ochlazování jejího povrchu. V případě, že se ale dostane do interakce s kapalnou vodou, dochází k rozpouštění krystalků a vzniku slabě koncentrované kyseliny sírové, která se na povrchu projevuje jako kyselé deště. Jednou erupcí je schopno se dostat do atmosféry až 20 miliónů tun tohoto oxidu, jak se stalo například v roce 1991 během erupce sopky Pinatubo. Toto množství následné tři roky ochladilo celou planetu přibližně o 0,72 °C. Mezi největší úniky oxidu siřičitého v novodobé historii se řadí erupce sopky Laki v roce 1783.
Jeho schopnost odrážet sluneční paprsky je hlavním činitelem v dlouhodobých změnách klimatu vlivem sopečné aktivity. V nižších oblastech chladnější atmosféry se oxid siřičitý přeměňuje na kyselinu sírovou za působení slunečního záření. Následně kyselina reaguje se stratosférickou vodou za vzniku aerosolové vrstvy tvořené kapičkami kyseliny sírové, které zůstávají v atmosféře dlouho poté (až několik let), co malé prachové částečky z erupce se již usadily na povrch tělesa většinou 15 až 25 km od místa erupce. Prachové částečky jsou příliš těžké, než aby setrvaly v atmosféře dlouho, skutečným důvodem globálních změn počasí a klimatu v důsledku sopečných plynů je pak právě oxid siřičitý. Na druhou stranu částice vzniklého aerosolu zadržují teplo unikající radiací z povrchu, částice se zahřívají, což vede ke zvýšení teploty ve stratosféře. Zvýšení teploty stratosféry pak umožňuje snazší vznik oxidu chlornatého ničícího ozón.
Částečky aerosolu se vzájemně sráží a zvětšují až přesáhnou kritickou mez a začnou klesat do troposféry, kde se stanou kondenzačními jádry dešťových kapek v cirrusech, se kterými se pak působením gravitace dostanou na povrch. V troposféře současně předají získané teplo. Každá nová sopečná erupce tak znovu doplňuje materiál, který se postupně z atmosféry vyplavuje deštěm.

### Chlor

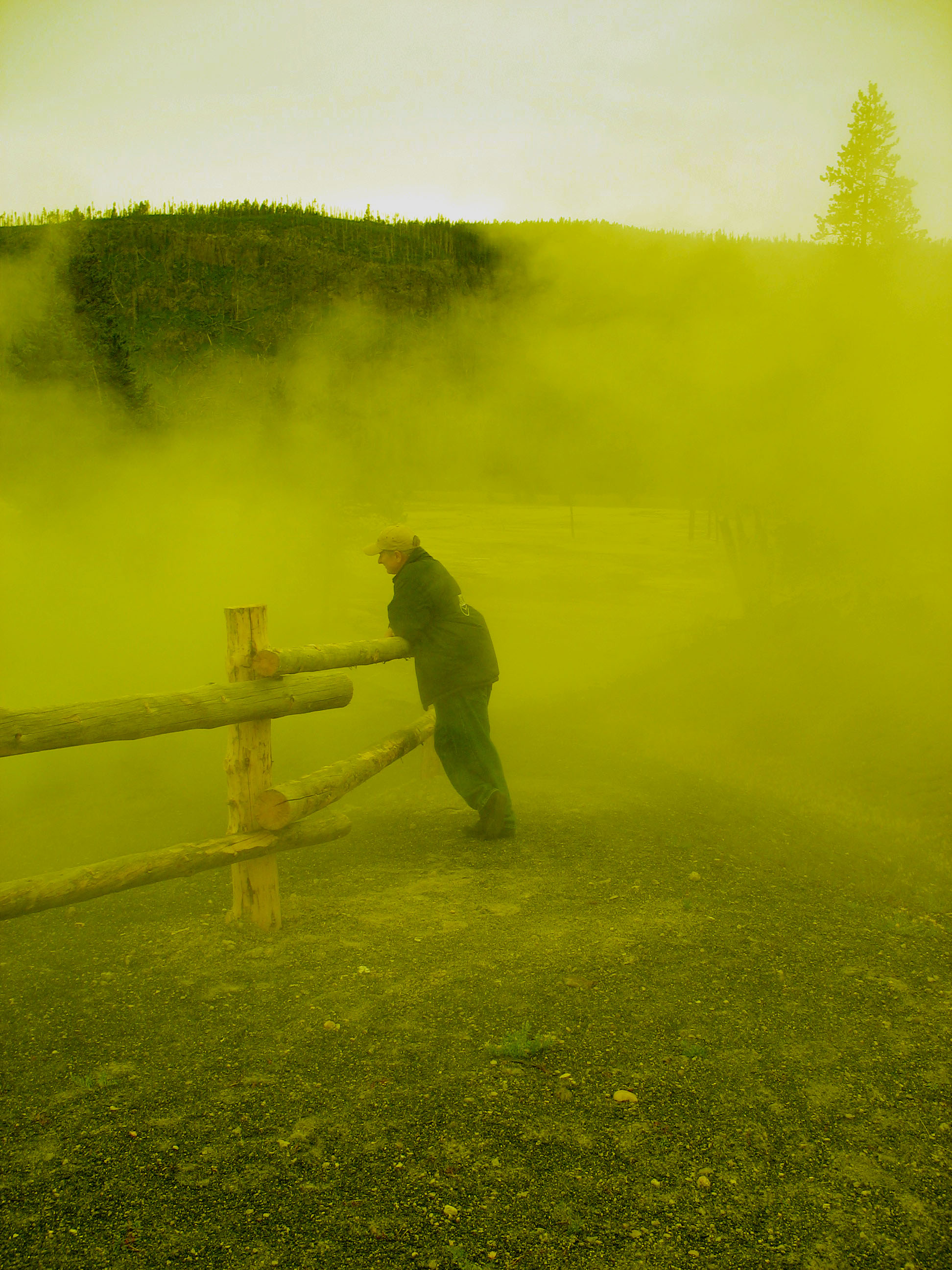
Sopečná „žlutá mlha“ v oblasti Yellowstonského národního parku, USA

Během sopečné erupce je produkován i chlor v různých sloučeninách, který může negativně ovlivnit životní prostředí a vést v konečném v důsledku až k narušení biotopu celé planety. Sopečné plyny obsahují chlorovodík, který se v atmosféře rozpadá na chlor a oxid chlornatý, čemuž pomáhají síranové aerosoly. Chlor vzniklý vulkanismem se ve stratosféře přidává k chloru vypouštěnému člověkem, což posiluje reaktivní chlorové atomy ničící ozon respektive ozonovou vrstvu. V současnosti je těžko odhadnutelné, kolik chloru je produkováno sopečnou činností, ale spolu s lidským příspěvkem je chloru tolik, že jeho produkce převyšuje regenerační schopnost ozonosféry. Pro vznik nebezpečných sloučenin chloru je zapotřebí interakce s přeměněným oxidem siřičitým v atmosféře.

### Fluor
Uvolněný fluor v podobě fluorovodíku se dostává spolu s kyselým deštěm na povrch, kde kontaminuje oblast spadu. Následně je často transportován říční sítí a dochází k jeho ukládání v jezerech, která kontaminuje. Tyto oblasti se stávají nebezpečná pro zvířata spásající trávu či pijící z jezera, jelikož otrava fluorem vede ke vzniku kostní fluorózy ničící kosti.

## Výzkum
Pro lepší pochopení změn atmosféry a jejímu ovlivnění člověkem se zkoumají sopečné plyny. První podrobnější sběr plynů a pozdější analýzu provedl v roce 1790 Scipione Breislak v Itálii. Dříve se jejich výzkum soustředil na odběr vzorků na místě a následný transport do laboratoří na analýzu. Nověji se přímo do míst výstupu sopečných plynů instalují automatická měřící čidla zaměřující se na chemický rozbor plynů a jejich množství.
Sledování výronů plynů může napomoci předpovědi sopečné erupce. Pokud se zvýší koncentrace oxidu uhličitého a oxidu siřičitého ve fumarolách, může to naznačovat opětovné stoupání magmatu k povrchu a možnost další sopečné erupce.

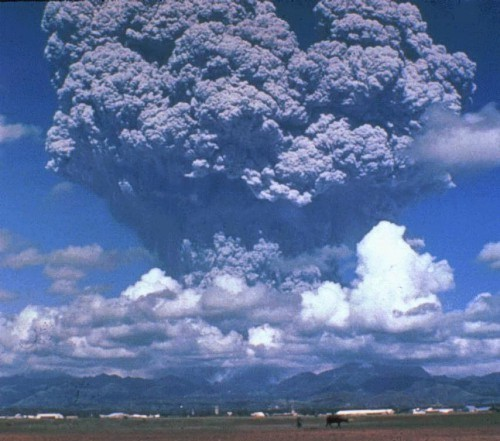
Erupce sopky Pinatubo v roce 1991, která ochladila celou planetu po dobu tří let o 0,7 °C

## Zdravotní rizika

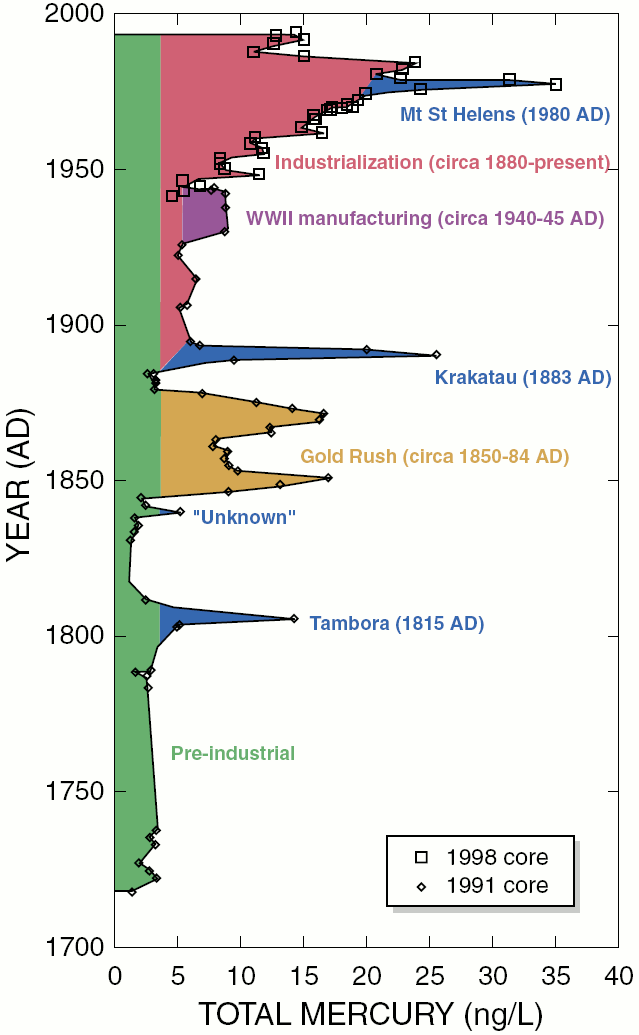
Množství atmosférické rtuti zachycené v ledovci (Wyoming) při větších erupcích přesahuje koncentrace z průmyslové výroby.

Vyšší koncentrace sopečných plynů v místě erupcí mohou způsobit vážná zranění organismu. Kyselé plyny, hlavně oxid siřičitý, sulfan a chlorovodík mohou vážně poškodit oči a sliznice dýchacího traktu, což může v extrémním případu vést i k úmrtí jedince. Interakce sopečných plynů s živým organismem není zatím příliš dobře prozkoumána, ale zdá se, že způsobují bolesti hlavy, slabosti, dýchací potíže a alergické reakce organismu. Velké nebezpečí představuje taktéž oxid uhličitý, který je těžší než vzduch a který se shromažďuje v depresích. Jelikož tento plyn nemá zápach a ani barvu, je velice těžké ho detekovat. Jen za posledních 20 let zemřelo na otravu oxidem uhličitým vzniklého sopečnou činností okolo dvou tisíc lidí. Přibližně 3 % všech úmrtí mezi lety 1900 až 1986 spojených s vulkanismem připadá právě na toxické a jedovaté sopečné plyny.
Mimo živočichů mají sopečné plyny také dopad na rostliny. Zvýšené koncentrace převážně oxidu uhličitého působí pozitivně na život zelených rostlin a stromů, které rostou rychleji než je pro ně obvyklé vzhledem ke klimatickým podmínkám. Jiné plyny (např. obsahující síru) jsou i pro ně toxické.
Do atmosféry se také dostává rtuť.
Některé studie dokonce spojují masové vymírání druhů s obrovskou produkcí jedovatých sopečných plynů, které by následně vyhubily většinu života na Zemi. Oblast, kde by k této masivní sopečné činnosti mohlo dojít, je oblast výlevného vulkanismu na Sibiři. Sopečné plyny by mohly zničit ozón, okyselit oceány a půdu či změnit globální klima.
Sopečné plyny se nejčastěji uvolňují při prudké sopečné erupci, kdy mají vysokou teplotu a unášejí pevné i tuhnoucí částice různé velikosti (tufový popel, kamínky, kameny, tuhnoucí lávu, částice kouře z požáru na zemském povrchu), při úniku se mísí s plyny atmosférickými; šíří se vlastním tlakem značnou rychlostí – až 80–160 km/h – a spalují, dusí, otravují a jinak zabíjejí vše živé v okruhu desítek kilometrů. Únik a prudké šíření takového žhavého, stlačeného sopečného smogu bývá označován jako pyroklastická smršť.
Žhavé sopečné plyny pronikají i do podzemních prostor, pokud tyto nejsou uzavřeny hermeticky nebo chráněny přetlakem.